# تربان
تُـرْبَانُ: (بضم أوله، وإسكان ثانيه، وبالباء المعجمة بواحدة، على وزن فعلان). وادي من روافد وادي ملل وتقع بين ملل والسيّآلة على المحجة (الطريق)، تقع بالقرب من الفريش.
وورد في شرح نهج البلاغة ان سعد بن أبي وقاص قال لما كنا بتربان قال لي رسول الله ﷺ: يا سعد انظر إلى الظبي، فأفوق له بسهم، وقام رسول الله ﷺ فوضع رأسه بين منكبي وأذني، ثم قال: اللهم سدد رميته. قال فما أخطأ سهمي عن نحره. فتبسم رسول الله ﷺ وخرجت أعدو فأخذته وبه رمق فذكيته، فحملناه حتى نزلنا قريبا، وأمر به رسول الله ﷺ فقسم بين أصحابه.

## ماذكره المؤرخون

### الواقدي
ذكر الواقدي،، ان تُربان، واد بين الحفيرة وملل وكانت منزل الشاعر عروة بن أذينة.
- قال أبو زياد: هو واد به مياه كثيرة، وأنشد: نظرت بمفضى سيل تربان نظرة *** هل الله لى قبل الممات يعيدها[3]
- قال الأصمعي: تربان: على ثمانية عشر ميلا من المدينة، على طريق مكة.[3]
- قال حسّان:[4]

### البكري الاندلسی
قال البكري الأندلسي:
بضمّ أوّله، وإسكان ثانيه، وبالباء المعجمة بواحدة، على وزن فعلان. قال أبو زياد: هو واد به مياه كثيرة، وأنشد:
و قال الأصمعي: تربان: على ثمانية عشر ميلا من المدينة، على طريق مكّة، قال حسّان:

### الزمخشري
قال الزمخشري: واد به مياه كثيرة فيما بين ملل والسيّآلة على المحجة (الطَّرِيقِ أو ألجادة) نفسها وكان منزل عروة بن أذينة الشاعر الكناني.

### ياقوت الحموي
قال یاقوت الحموي:
- تربان قرية من ملل على ليلة من المدينة قال ابن مقبل:

- تربان أيضا قال أبو زياد الكلابي: هو واد بين ذات الجيش ملل والسّيالة على المحجّة نفسها، فيه مياه كثيرة مريّة، نزلها رسول الله ﷺ، في غزوة بدر، وبها كان منزل عروة بن أذينة الشاعر الكلابي قال كثيّر:

وقال في شرحه: تربان قرية من ملل على ليلة من المدينة قال ابن مقبل:
- وتربان أيضا في قول أبي الطيب المتنبي يخاطب ناقته حيث قال:

قال شرّاح ديوان المتنبي: هو موضع من العراق، غرّهم قوله ها للإشارة وليس كذلك، فإنّ شعره يدلّ على أنه قبل حسمى من جهة مصر، وإنما أراد بقوله ها تقريبا للبعيد، وهو كما يقول من بخراسان أين مصر أي هي بعيدة، فكأن ناقته أجابته: إني بسرعتي أجعلها بمنزلة ما تشير إليه، وفي أخباره أنه رحل من ماء يقال له البقع من ديار أبي بكر فصعد في النّقب المعروف بتربان، وبه ماء يعرف بعرندل، فسار يومه وبعض ليلته ونزل وأصبح فدخل حسمى، وحسمى فيما حكاه ابن السّكيت بين أيله وتيه بني إسرائيل الذي يلي أيله، وهذا قبل أرض الشام، فكيف يقال إنه قريب من العراق وبينهما مسيرة شهر وأكثر؟ وقال نصر: تربان صقع بين سماوه كلب والشام.

### عبد المومن البغدادي
قال عبد المومن البغدادي:
بالضم، ثم السكون: قرية على خمسة فراسخ من سمرقند. وتربان أيضا: واد بين ذات الجيش وملل والسّيالة على الجحفة، فيه مياه كثيرة مرّ به رسول اللّه صلى اللّه عليه وسلم في غزوة بدر. وقيل: صقع بين سماوه كلب والشام.

### محمد حسن شُرَّاب
قال شُرَّاب:
بضم الأول ثم السكون واد نزله رسول اللّه في طريقه إلى ب؟؟؟ (بدر) قال أهل المعرفة: هو من روافد وادي؟؟؟ (ملل) يأخذ من ثنايا مفرّحات على أربعة عشرين كيلا (طريق بدر المعبّدة)، ثم يدفع جنوبا غربيا حتى يصيب في فرش ملل، ويأخذه الطريق من المدينة إلى بدر من رأسه إلى مصبّه.»

### البلادي الحربي
قال البلادي الحربي:
تربان: بضمّ المثنّاة فوق وسكون الرّاء، ثمّ موحّدةٍ، على صيغة التّثنية: قال ابن إسحاق وهو يذكر طريق رسول اللّه إلى بدرٍ: ثمّ مرّ على تربان، ثمّ على ملل، ثمّ على غَمِيسُ الْحَمَام من مريين، ثمّ على صخيرات التمام، ثمّ على السّيالة، ثمّ على فجّ الرّوحاء، ثمّ على شنوكة.
قلت: تربان، وادٍ من روافد وادي ملل، يأخذ من ثنايا مفرحاتٍ على كيلًا ثمّ يدفع جنوبًا غربيًّا حتّى يصبّ في فرش ملل، يأخذه الطّريق من المدينة إلى مكّة، من رأسه إلى مصبّه.

### الحازمي الهمداني
قال الحازمي الهمداني:
أوله تاء فوقها نقطتان، ثمّ راء ساكنه بعدها ياءٌ تحتها نقطتان -: صقعٌ بين سماوه [كلب] وأرض الشام.